# Мидровщина (Минский район)
Мидровщина, Митровщина (бел. Мі́драўшчына, Мітраўшчына) — деревня в Минском районе Минской области Республики Беларусь. В составе Шершунского сельсовета.

## География
Пролегает дорога Н8966.
Ближайшие населённые пункты Хотяновщина, Чировичи и др.

## Этимология
Название "Мидровщина" появляется на послевоенных картах, а на картах ранних, начиная с середины XIX века, деревня называется "Митровщина".
Название одименного происхождения, от балтско-литовского антропонима (имя) типа Mitras. В современной литовской антропонимии известны фамилии Mitra, Mitras, Mitris, Mitrius. Их связывают с литовским mitrus "проворный".
В этом же регионе, между Митровщиной и Раковом — деревня с названием подобного образования Будровщина, от антропонима с близкой семантикой (от литовского budrus "бодрый").
Поблизости от Митровщины — деревни с одноименными названиями балтско-литовского происхождения Ревкутьевичи, Шершуны, Лумшина (ныне Ломшино), Кукелевщина.

## История
В 1905 году в Радошковской волости Вилейского уезда Виленской губернии.

## Население

### Численность
- 2009 год — 1 человек

### Динамика
- 1905 год — 40 человек (20 муж. и 20 жен.)[2]
- 1999 год — 4 человек (перепись населения)
- 2009 год — 1 человек (перепись населения)[2]